# Ahmed Al-Kaf
Ahmed Abu Bakar Said Al-Kaf (Omán - 6 de marzo de 1983) es un árbitro de fútbol omaní internacional desde el 2012.

## Torneos internacionales de clubes

### Copa AFC
| Copa AFC                 | Copa AFC              | Copa AFC  | Copa AFC             | Copa AFC    | Copa AFC         | Copa AFC   | Copa AFC                                 | Copa AFC  | Copa AFC        |
| Fecha                    | Local                 | Resultado | Visitante            | Sede        | Fase             | Amonestado | Otorgado · Otorgado otra vez · Expulsado | Expulsado | Anotado · Penal |
| ------------------------ | --------------------- | --------- | -------------------- | ----------- | ---------------- | ---------- | ---------------------------------------- | --------- | --------------- |
| 12 de marzo de 2014      | Riffa Club            | 2 – 0     | Shabab Al-Ordon Club | Riffa       | Fase de grupos   | 6          | 0                                        | 0         | 0               |
| 9 de abril de 2014       | Al-Wahda SC           | 1 – 4     | Hidd SCC             | Riffa       | Fase de grupos   | 1          | 0                                        | 0         | 0               |
| 22 de abril de 2014      | Yangon United FC      | 1 – 4     | Vissai Ninh Binh FC  | Rangún      | Fase de grupos   | 2          | 0                                        | 0         | 2               |
| 12 de mayo de 2015       | Taraji Wadi Al-Nes    | 1 – 1     | Hidd SCC             | Al-Ram      | Fase de grupos   | 5          | 0                                        | 0         | 0               |
| 25 de agosto de 2015     | Johor Darul Takzim FC | 1 – 1     | South China          | Johor Bahru | Cuartos de final | 2          | 0                                        | 0         | 1               |
| 9 de febrero de 2016     | Tripoli SC            | 0 – 0     | FC Alay Osh          | Trípoli     | Fase previa      | 2          | 0                                        | 0         | 0               |
| 14 de septiembre de 2016 | Bengaluru             | 1 – 0     | Tampines Rovers FC   | Bangalore   | Cuartos de final | 2          | 0                                        | 0         | 0               |

### Liga de Campeones de la AFC
| Liga de Campeones de la AFC | Liga de Campeones de la AFC | Liga de Campeones de la AFC | Liga de Campeones de la AFC  | Liga de Campeones de la AFC | Liga de Campeones de la AFC | Liga de Campeones de la AFC | Liga de Campeones de la AFC              | Liga de Campeones de la AFC | Liga de Campeones de la AFC |
| Fecha                       | Local                       | Resultado                   | Visitante                    | Sede                        | Fase                        | Amonestado                  | Otorgado · Otorgado otra vez · Expulsado | Expulsado                   | Anotado · Penal             |
| --------------------------- | --------------------------- | --------------------------- | ---------------------------- | --------------------------- | --------------------------- | --------------------------- | ---------------------------------------- | --------------------------- | --------------------------- |
| 25 de febrero de 2015       | Brisbane Roar               | 0 – 1                       | Beijing Sinobo Guoan         | Gold Coast                  | Fase de grupos              | 2                           | 0                                        | 1                           | 0                           |
| 4 de marzo de 2015          | Al-Sadd Sports Club         | 1 – 0                       | Al-Hilal Saudi Football Club | Doha                        | Fase de grupos              | 5                           | 0                                        | 0                           | 0                           |
| 18 de marzo de 2015         | Al-Ahli Saudi Football Club | 2 – 0                       | Tractor Sazi FC              | Yidda                       | Fase de grupos              | 1                           | 0                                        | 0                           | 0                           |
| 7 de abril de 2015          | Buriram United              | 1 – 2                       | Gamba Osaka                  | Buriram                     | Fase de grupos              | 4                           | 0                                        | 0                           | 0                           |
| 21 de abril de 2015         | Urawa Red Diamonds          | 1 – 2                       | Suwon Bluewings              | Saitama                     | Fase de grupos              | 0                           | 0                                        | 0                           | 0                           |
| 2 de marzo de 2016          | Gamba Osaka                 | 1 – 1                       | Melbourne Victory            | Suita                       | Fase de grupos              | 2                           | 0                                        | 0                           | 0                           |
| 16 de marzo de 2016         | El-Jaish SC                 | 1 – 0                       | Nasaf Qarshi                 | Doha                        | Fase de grupos              | 1                           | 0                                        | 0                           | 0                           |
| 5 de abril de 2016          | Al-Duhail SC                | 4 – 0                       | Al-Nassr                     | Doha                        | Fase de grupos              | 4                           | 1                                        | 0                           | 0                           |
| 4 de mayo de 2016           | Jeonbuk Motors              | 2 – 2                       | Jiangsu Suning               | Jeonju                      | Fase de grupos              | 4                           | 0                                        | 0                           | 2                           |
| 25 de mayo de 2016          | El-Jaish SC                 | 2 – 4                       | Al-Duhail SC                 | Doha                        | Octavos de final            | 4                           | 1                                        | 0                           | 1                           |
| 14 de septiembre de 2016    | Jeonbuk Motors              | 2 – 1                       | Al-Ain                       | Jeonju                      | Final                       | 3                           | 0                                        | 0                           | 1                           |

## Torneos de selecciones nacionales

### Campeonato de Fútbol de la ASEAN
| Campeonato de Fútbol de la ASEAN | Campeonato de Fútbol de la ASEAN | Campeonato de Fútbol de la ASEAN | Campeonato de Fútbol de la ASEAN | Campeonato de Fútbol de la ASEAN | Campeonato de Fútbol de la ASEAN | Campeonato de Fútbol de la ASEAN | Campeonato de Fútbol de la ASEAN         | Campeonato de Fútbol de la ASEAN | Campeonato de Fútbol de la ASEAN |
| Fecha                            | Local                            | Resultado                        | Visitante                        | Sede                             | Fase                             | Amonestado                       | Otorgado · Otorgado otra vez · Expulsado | Expulsado                        | Anotado · Penal                  |
| -------------------------------- | -------------------------------- | -------------------------------- | -------------------------------- | -------------------------------- | -------------------------------- | -------------------------------- | ---------------------------------------- | -------------------------------- | -------------------------------- |
| 26 de noviembre de 2014          | Malasia                          | 2 – 3                            | Tailandia                        | Kallang                          | Fase de grupos                   | 3                                | 0                                        | 0                                | 0                                |
| 29 de noviembre de 2014          | Singapur                         | 1 – 3                            | Malasia                          | Kallang                          | Fase de grupos                   | 6                                | 0                                        | 0                                | 1                                |
| 1 de diciembre de 2018           | Malasia                          | 0 – 0                            | Tailandia                        | Kuala Lumpur                     | Semifinal                        | 3                                | 0                                        | 0                                | 0                                |

### Juegos Asiáticos
| Juegos Asiáticos         | Juegos Asiáticos | Juegos Asiáticos | Juegos Asiáticos | Juegos Asiáticos | Juegos Asiáticos | Juegos Asiáticos | Juegos Asiáticos                         | Juegos Asiáticos | Juegos Asiáticos |
| Fecha                    | Local            | Resultado        | Visitante        | Sede             | Fase             | Amonestado       | Otorgado · Otorgado otra vez · Expulsado | Expulsado        | Anotado · Penal  |
| ------------------------ | ---------------- | ---------------- | ---------------- | ---------------- | ---------------- | ---------------- | ---------------------------------------- | ---------------- | ---------------- |
| 15 de septiembre de 2014 | Irán             | 1 – 4            | Vietnam          | Ansan            | Fase de grupos   | 6                | 0                                        | 0                | 1                |
| 18 de septiembre de 2014 | Pakistán         | 0 – 2            | Corea del Norte  | Hwaseong         | Fase de grupos   | 3                | 1                                        | 0                | 1                |
| 21 de septiembre de 2014 | Laos             | 0 – 2            | Corea del Sur    | Hwaseong         | Fase de grupos   | 2                | 0                                        | 0                | 0                |
| 28 de septiembre de 2014 | Arabia Saudita   | 0 – 3            | Irak             | Hwaseong         | Cuartos de final | 4                | 0                                        | 0                | 0                |

### Clasificación de AFC para la Copa Mundial de Fútbol
| Clasificación de AFC para la Copa Mundial de Fútbol | Clasificación de AFC para la Copa Mundial de Fútbol | Clasificación de AFC para la Copa Mundial de Fútbol | Clasificación de AFC para la Copa Mundial de Fútbol | Clasificación de AFC para la Copa Mundial de Fútbol | Clasificación de AFC para la Copa Mundial de Fútbol | Clasificación de AFC para la Copa Mundial de Fútbol | Clasificación de AFC para la Copa Mundial de Fútbol | Clasificación de AFC para la Copa Mundial de Fútbol | Clasificación de AFC para la Copa Mundial de Fútbol |
| Fecha                                               | Local                                               | Resultado                                           | Visitante                                           | Sede                                                | Fase                                                | Amonestado                                          | Otorgado · Otorgado otra vez · Expulsado            | Expulsado                                           | Anotado · Penal                                     |
| --------------------------------------------------- | --------------------------------------------------- | --------------------------------------------------- | --------------------------------------------------- | --------------------------------------------------- | --------------------------------------------------- | --------------------------------------------------- | --------------------------------------------------- | --------------------------------------------------- | --------------------------------------------------- |
| 16 de junio de 2015                                 | Birmania                                            | 0 – 2                                               | Corea del Sur                                       | Bangkok                                             | Fase de grupos                                      | 1                                                   | 0                                                   | 0                                                   | 0                                                   |
| 13 de octubre de 2015                               | Catar                                               | 4 – 0                                               | Maldivas                                            | Doha                                                | Fase de grupos                                      | 3                                                   | 0                                                   | 0                                                   | 0                                                   |
| 12 de noviembre de 2015                             | Palestina                                           | 6 – 0                                               | Malasia                                             | Amán                                                | Fase de grupos                                      | 1                                                   | 0                                                   | 0                                                   | 0                                                   |
| 24 de marzo de 2016                                 | Baréin                                              | 3 – 0                                               | Yemen                                               | Riffa                                               | Fase de grupos                                      | 2                                                   | 0                                                   | 0                                                   | 1                                                   |
| 11 de octubre de 2016                               | Catar                                               | 1 – 0                                               | Siria                                               | Doha                                                | Fase de grupos                                      | 5                                                   | 0                                                   | 0                                                   | 1                                                   |
| 28 de marzo de 2017                                 | Australia                                           | 2 – 0                                               | Arabia Saudita                                      | Sídney                                              | Fase de grupos                                      | 5                                                   | 0                                                   | 0                                                   | 0                                                   |
| 12 de junio de 2017                                 | Irán                                                | 2 – 0                                               | Uzbekistán                                          | Teherán                                             | Fase de grupos                                      | 3                                                   | 0                                                   | 0                                                   | 1                                                   |
| 5 de septiembre de 2017                             | Catar                                               | 1 – 2                                               | China                                               | Doha                                                | Fase de grupos                                      | 3                                                   | 0                                                   | 1                                                   | 0                                                   |

### Clasificación para la Copa Asiática
| Clasificación para la Copa Asiática | Clasificación para la Copa Asiática | Clasificación para la Copa Asiática | Clasificación para la Copa Asiática | Clasificación para la Copa Asiática | Clasificación para la Copa Asiática | Clasificación para la Copa Asiática | Clasificación para la Copa Asiática      | Clasificación para la Copa Asiática | Clasificación para la Copa Asiática |
| Fecha                               | Local                               | Resultado                           | Visitante                           | Sede                                | Fase                                | Amonestado                          | Otorgado · Otorgado otra vez · Expulsado | Expulsado                           | Anotado · Penal                     |
| ----------------------------------- | ----------------------------------- | ----------------------------------- | ----------------------------------- | ----------------------------------- | ----------------------------------- | ----------------------------------- | ---------------------------------------- | ----------------------------------- | ----------------------------------- |
| 13 de noviembre de 2017             | Malasia                             | 1 – 4                               | Corea del Norte                     | Buriram                             | Fase de grupos                      | 4                                   | 0                                        | 0                                   | 0                                   |

### Copa Asiática
| Copa Asiática       | Copa Asiática | Copa Asiática | Copa Asiática | Copa Asiática | Copa Asiática  | Copa Asiática | Copa Asiática                            | Copa Asiática | Copa Asiática   |
| Fecha               | Local         | Resultado     | Visitante     | Sede          | Fase           | Amonestado    | Otorgado · Otorgado otra vez · Expulsado | Expulsado     | Anotado · Penal |
| ------------------- | ------------- | ------------- | ------------- | ------------- | -------------- | ------------- | ---------------------------------------- | ------------- | --------------- |
| 6 de enero de 2019  | Australia     | 0 – 1         | Jordania      | Al Ain        | Fase de grupos | 2             | 0                                        | 0             | 0               |
| 16 de enero de 2019 | Vietnam       | 2 – 0         | Yemen         | Al Ain        | Fase de grupos | 4             | 0                                        | 0             | 1               |

### Campeonato Sub-23 de la AFC
| Campeonato Sub-23 de la AFC | Campeonato Sub-23 de la AFC | Campeonato Sub-23 de la AFC | Campeonato Sub-23 de la AFC | Campeonato Sub-23 de la AFC | Campeonato Sub-23 de la AFC | Campeonato Sub-23 de la AFC | Campeonato Sub-23 de la AFC              | Campeonato Sub-23 de la AFC | Campeonato Sub-23 de la AFC |
| Fecha                       | Local                       | Resultado                   | Visitante                   | Sede                        | Fase                        | Amonestado                  | Otorgado · Otorgado otra vez · Expulsado | Expulsado                   | Anotado · Penal             |
| --------------------------- | --------------------------- | --------------------------- | --------------------------- | --------------------------- | --------------------------- | --------------------------- | ---------------------------------------- | --------------------------- | --------------------------- |
| 16 de enero de 2016         | Uzbekistán                  | 2 – 3                       | Irak                        | Doha                        | Fase de grupos              | 4                           | 0                                        | 0                           | 0                           |
| 18 de enero de 2016         | Catar                       | 4 – 2                       | Siria                       | Doha                        | Fase de grupos              | 4                           | 0                                        | 0                           | 1                           |
| 29 de enero de 2016         | Catar                       | 1 – 2                       | Irak                        | Doha                        | Tercer puesto               | 4                           | 0                                        | 0                           | 0                           |
| 17 de enero de 2018         | Siria                       | 0 – 0                       | Vietnam                     | Changshu                    | Fase de grupos              | 2                           | 0                                        | 0                           | 0                           |